# Hibernian Football Club
El Hibernian Football Club es un club de fútbol profesional escocés con sede en Leith, en el norte de Edimburgo, que juega en el Scottish Premiership. El Hibernian fue fundado en 1875 por inmigrantes irlandeses, pero la afición del club actualmente es más influyente en cuanto a la geografía que la etnia o religión. La herencia irlandesa del Hibernian todavía se refleja, no obstante, en su nombre, colores y escudo.
Es uno de los equipos de mayor tradición e historia del fútbol escocés, y es el quinto club con mayor cantidad de títulos oficiales con 18, detrás del Rangers, Celtic, Aberdeen y Heart of Midlothian.
El nombre del club es comúnmente abreviado como Hibs. El equipo también recibe el apodo de The Hibees y The Cabbage («repollo»), una reducción de la jerga rimada para el Hibs de "Cabbage and Ribs" («repollo y costillas») por aficionados del club, a quienes se les conoce también como Hibbies. Los partidos como local los disputan en el estadio Easter Road, donde el club ha jugado desde 1893, momento en que el club también se unió a la Liga de Fútbol de Escocia. El Hibernian ha jugado en la Premier League de Escocia desde 1999, un año después de que la liga resultante fuese fundada.
El Hibernian ha ganado el título de liga en cuatro ocasiones, la última en 1952. Tres de los cuatro campeonatos fueron ganados entre 1948 y 1952, cuando el club contaba con en sus filas con The Famous Five, una notable delantera. El club ha ganado la Copa de Escocia en tres ocasiones, en 1887, 1902 y 2016, pero han perdido otras nueve finales de esa misma competición. El último trofeo ganado de la Scottish League Cup fue en 2007, cuando golearon al Kilmarnock 5-1 en la final. Era la tercera vez que los Hibs habían ganado la Copa de la Liga, ya que también ganó la de 1972 y 1991. El último gran trofeo ganado por los Hibs fue en la temporada 2015-16, al ganar la Copa de Escocia ante el Glasgow Rangers, con el resultado de 3-2.

## Historia

### Fundación y primeros años

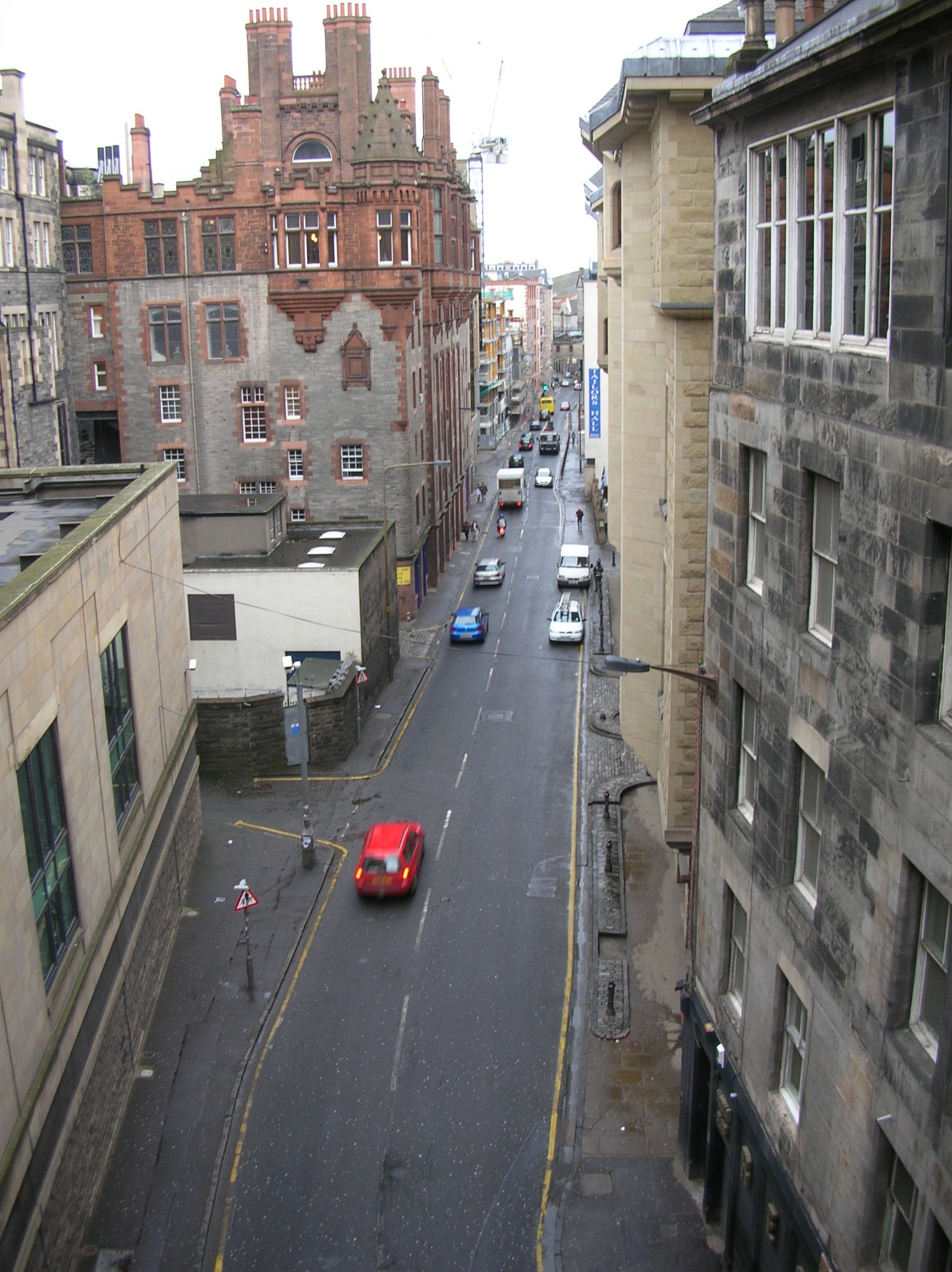
Cowgate, donde los Hibs fueron fundados en 1875.

El club fue fundado en 1875 por los irlandeses de la zona de Cowgate de Edimburgo. El nombre deriva de Hibernia, el nombre romano de Irlanda. James Connolly, el famoso líder republicano irlandés, era un fan de los Hibs, mientras que el club estaba "muy identificado" con el Movimiento de Autonomía irlandesa durante la década de 1880. Inicialmente hubo cierta resistencia sectaria a que un club irlandés participase en el fútbol escocés, pero los Hibs entraron con fuerza en el fútbol escocés en la década de 1880. Hibernian fue el primer club de la costa este de Escocia en ganar un trofeo importante, la Copa de Escocia de 1887, derrotando al Dumbarton F.C. por 2-1 en la final. Posteriormente el equipo ganó al Preston North End, que había ganado la FA Cup 1887, en un partido amistoso descrito como el Partido Decisivo del Campeonato del Mundo de Fútbol.
La mala gestión durante los próximos años llevó al club a quedarse sin hogar y cesar las operaciones en 1891. Se estableció un club reformado y se adquirió un contrato de arrendamiento de un lugar a finales de 1892, conocido como Easter Road. Hibernian jugó su primer partido en Easter Road el 4 de febrero de 1893. A pesar de la interrupción, el club hoy en día considera el período desde 1875 como una historia continua, por lo que cuenta con los títulos ganados entre 1875 y 1891, incluyendo la Copa de Escocia de 1887. El club fue admitido en la Liga escocesa de fútbol en 1893, a pesar de que tuvo que ganar la segunda división en dos ocasiones antes de ser incluido en la primera división en 1895.
Un cambio significativo en esa época fue que los jugadores ya no estaban obligados a ser miembros de la Sociedad de los Jóvenes Católicos. Los Hibs no son vistos hoy como una institución irlandesa o católica, como lo fue en los primeros años de su historia. Por ejemplo, el arpa irlandesa fue solo reintroducido en el escudo del club cuando se creó un nuevo diseño del mismo en 2000. Este diseño refleja los tres pilares de la identidad del club: Irlanda, Edimburgo (el castillo) y Leith (el barco). La geografía, en lugar de la religión, se ve ahora como la principal razón para apoyar a los Hibs, cuya principal afición proviene del norte y el este de Edimburgo.
Hibernian tuvo cierto éxito después de ser reformado, ganando la Copa de Escocia en 1902 y su primer título de liga un año más tarde. Después de esto, sin embargo, el club sufrió una mala racha, descendiendo a segunda división por primera vez en 1931, a pesar de que ascendió de nuevo a la máxima categoría dos años después. La famosa sequía de la Copa de Escocia comenzó cuando llegaron a tres finales de Copa, dos en años consecutivos, perdiendo cada una de ellas.

### The Famous Five

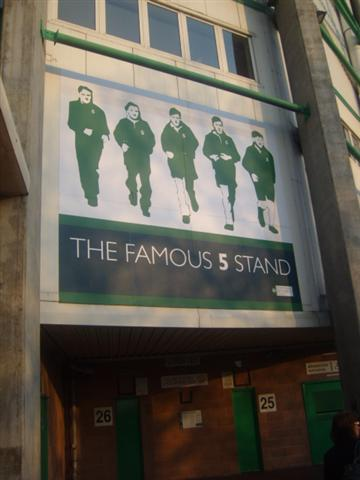
Mural de The Famous Five en Easter Road.

La época más exitosa de los Hibs ocurrió en la década siguiente a la finalización de la Segunda Guerra Mundial, cuando era "uno de los clubes más importantes de Gran Bretaña". La línea de ataque de Gordon Smith, Johnstone Bobby, Lawrie Reilly, Eddie Turnbull y Willie Ormond, colectivamente conocidos como The Famous Five, está "considerada como la mejor en la historia del fútbol escocés". La calidad de The Famous Five se muestra por el hecho de que los cinco jugadores anotaron más de 100 goles para el club, con la tribuna norte de Easter Road nombrada en su honor en la actualidad.
De los cinco, solo se pagó traspaso por Ormond, 1200£ al Stenhousemuir. Reilly, Johnstone, Smith y Turnbull fueron fichados cuando jugaban en categorías inferiores. La primera vez que los Hibs puso en la liza a los cinco jugadores fue el 21 de abril de 1949, en un partido amistoso contra el Nithsdale Wanderers. La línea de ataque se mantuvo hasta 1955, cuando Johnstone fue vendido al Manchester City. La gran línea de ataque, junto con jugadores como Bobby Combe y Tommy Younger, contribuyó en gran medida a los campeonatos de liga de 1948, 1951 y 1952. El equipo terminó en la segunda posición en dos ocasiones, ambas por detrás del Rangers F.C., en 1950 por un punto de diferencia, y en 1953 por la diferencia de goles.

### Primer equipo británico en Europa
A pesar de terminar quinto en la liga escocesa en 1955, el Hibernian fue invitado a participar en la primera temporada de la Copa de Europa, que en ese momento no se basaba estrictamente en las posiciones logradas en liga. Fueron invitados a participar dieciocho clubes que se pensaba que podrían generar interés en toda Europa y que contaban con focos necesarios para jugar por la noche. Los focos se habían utilizado en Easter Road por primera vez en un partido amistoso contra el Hearts, el 18 de octubre de 1954. El Hibernian se convirtió en el primer equipo británico en Europa debido a que el secretario de la Football League Alan Hardaker persuadió al Chelsea, campeón inglés, a no participar.
Los Hibs jugaron su primer partido contra el Rot-Weiss Essen alemán, ganando 4-0 en el Georg-Melches-Stadion y logrando un 1-1 en el encuentro de vuelta en Easter Road. El Hibernian eliminó al Djurgårdens IF en cuartos de final, pero en semifinales cayó derrotado por un 3-0 en el cómputo global ante el Stade Reims, que contaba con el famoso jugador internacional francés Raymond Kopa. El Reims perdió por 4-3 ante el Real Madrid en la final.

### LosTurnbull's Tornadoes
Los Hibs participaron con regularidad en la Copa de Ferias en la década de 1960, ganando eliminatorias a equipos como el FC Barcelona y Nápoles. Sin embargo, el club logró pocos éxitos en las competiciones domésticas hasta la llegada del exjugador Eddie Turnbull al puesto de entrenador en 1971. El equipo, conocido popularmente como Turnbull's Tornadoes, terminó segundo en la liga en 1974 y 1975, y ganó la Copa de la Liga en 1972. El club también ganó la Copa Drybrough en 1972 y 1973, y logró una victoria por 7-0 sobre el Hearts, su rival en Edimburgo, en Tynecastle el 1 de enero de 1973.
El derbi de Edimburgo entró en decadencia después de la década de 1970, siendo reemplazado por el New Firm, que enfrenta a Aberdeen y Dundee United, como el segundo derbi del país tras el Old Firm. Turnbull renunció al cargo de entrenador y los Hibs descendieron a segunda división por segunda vez en su historia en 1980. Al año siguiente consiguió el ascenso a primera, pero el club no logró clasificarse para competiciones europeas hasta 1989.

### Intento de adquisición por parte del Hearts
Después de una mala gestión durante la década de 1980, los Hibs estaban al borde de la ruina financiera en 1990. Wallace Mercer, el presidente del Hearts, propuso una fusión de los dos clubes, pero los aficionados del Hibs creyeron que la propuesta se acercaba más a una adquisición hostil. Los aficionados formaron la agrupación Hands off Hibs («las manos fuera de los Hibs») para hacer campaña por la persistencia del club. La presión tuvo éxito cuando un prominente empresario local, el dueño de Kwik-Fit Sir Tom Farmer, adquirió una participación mayoritaria del Hibs. La hinchada fue capaz de convencer a Farmer para tomar el control a pesar de que no tenía gran interés en el fútbol. Farmer fue convencido, en parte, por el hecho de que un pariente suyo había estado involucrado en el rescate del club de la ruina financiera a principios de los años 1890. Tras el intento de toma de control por Mercer, el Hibernian tuvo unos buenos años en la década de 1990, ganando la final de la Copa de la Liga Escocesa en 1991 y terminar entre los cinco primeros en la liga en 1993, 1994 y 1995.

### Historia reciente
Poco después de que Alex McLeish fuese nombrado entrenador en 1998, el Hibernian descendió a la First Division, pero inmediatamente logró el ascenso de nuevo a la Premier League en 1999. El equipo disfrutó de una buena temporada en 2000-01, ya que desafiaron a los clubes de la Old Firm hasta Navidad, terminando terceros en la liga. Los Hibs también llegaron a la final de la Copa de Escocia por primera vez en 22 años, pero perdieron por 3-0 ante el Celtic en Hampden Park. McLeish partió al Rangers en diciembre de 2001 y el capitán del equipo, Franck Sauzée, fue designado nuevo entrenador, a pesar de que no tenía ninguna experiencia anterior. A partir de ese momento tuvo lugar una pésima racha de resultados que llevaron al Hibs a una batalla por evitar el descenso y a Sauzée ser despedido en febrero de 2002. Sauzée permaneció 69 días en el cargo.

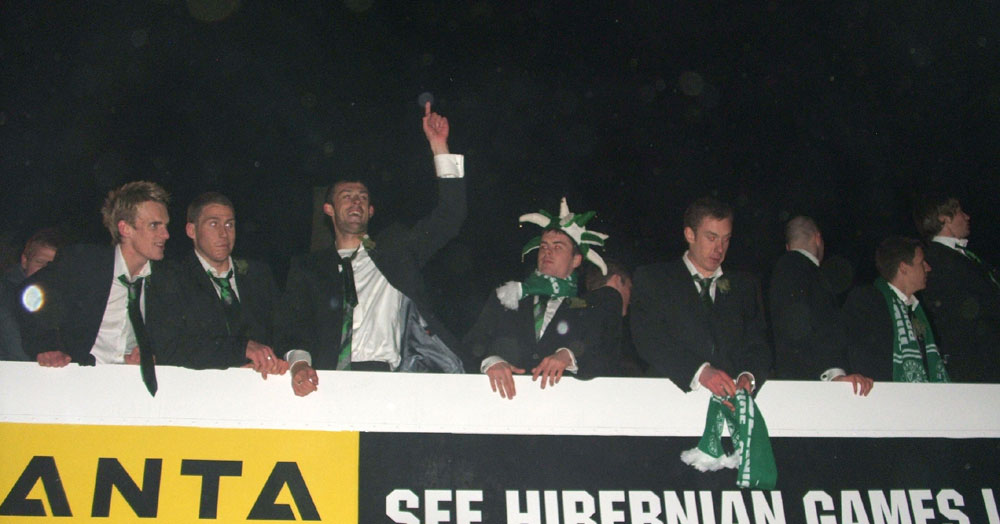
El equipo celebra la Scottish League Cup en marzo de 2007.

El entonces director del Kilmarnock, Bobby Williamson, fue contratado, pero resultó ser impopular entre los aficionados del Hibs. Sin embargo, surgieron una serie de jóvenes jugadores como Garry O'Connor, Derek Riordan, Kevin Thomson y Scott Brown. Estos jugadores destacaron con el Hibernian al eliminar tanto al Celtic como al Rangers para llegar a la final de la Copa de la Liga Escocesa de 2004, pero cayeron derrotados 2-0 ante el Livingston. Williamson se fue cerca del final de la temporada para dirigir al Plymouth Argyle y fue reemplazado por Tony Mowbray. Mowbray prometió un fútbol rápido y de pases, con el que el Hibernian terminó tercero en su primera temporada como entrenador y Mowbray ganó el premio al entrenador del año de la Premier League escocesa.
Mowbray dejó al Hibs en octubre de 2006 con destino al West Bromwich Albion y fue reemplazado por el exjugador John Collins. El equipo ganó la Copa de la Liga Escocesa 2007 bajo su dirección, pero el club vendió a Kevin Thomson, Scott Brown y Steven Whittaker por un total de más de 8 millones de libras. Collins renunció ese mismo año, frustrado por la falta de dinero para fichar nuevos jugadores. El exjugador del Hibs Mixu Paatelainen fue contratado para reemplazar a Collins, pero se fue después del final de su primera temporada completa.
Otro exjugador del Hibernian, John Hughes, pronto fue nombrado sustituto de Paatelainen. Hughes, que hizo fichajes de alto nivel como Anthony Stokes y Liam Miller, llevaron al Hibs a un buen comienzo en la temporada 2009-10. En la primera parte de 2010 el equipo cosechó una serie de graves derrotas como en la Copa de Escocia por el Ross County; un empate 6-6 con el Motherwell, en el que el Hibs llevó una ventaja de 6-2 mediada la segunda mitad con un resultado que rompió el récord de más goles anotados en un partido de la Premier League. Sin embargo, una victoria en la última jornada hizo que el Hibs terminase cuarto y se clasificara para la UEFA Europa League. Otro mal comienzo de la siguiente temporada, incluyendo su elimanción europea en las primeras rondas y en la Copa de la Liga, llevó a Hughes a abandonar el club de mutuo acuerdo. Hughes fue sustituido por Colin Calderwood, que fue destituido el 6 de noviembre de 2011.
Pat Fenlon fue nombrado entrenador para reemplazar a Calderwood. El club se salvó del descenso en la temporada 2011-12 y llegó a la final de la Copa de Escocia de 2012, pero perdió 5-1 con el Hearts. Fenlon reconstruyó el equipo después de esta derrota. Esto dio lugar a una posición mayor en la liga 2012-13 y llegó a la final de la Copa de Escocia 2013, pero perdió por 3-0 ante el también campeón de la liga, el Celtic. Pese a ello, perder la final de Copa significó que el equipo se clasificó para la UEFA Europa League 2013-14, pero sufrieron una derrota récord en competición europea, perdiendo 7–0 en casa y 9-0 en el global contra el Malmö FF.

## Símbolos del club

### Colores y uniforme

Los futbolistas Fraser Fyvie, Jason Cummings y Anthony Stokes con un uniforme clásico del Hibernian.

Los colores predominantes del club son el verde y el blanco, que se han utilizado desde la fundación del club en 1875. La parte central de la camiseta es verde, las mangas blancas y el cuello blanco. Los pantalones cortos son normalmente blancos, aunque el verde se ha utilizado en las últimas temporadas. Los calcetines son de color verde, por lo general, con algún detalle blanco. Los Hibs han utilizado como uniformes alternativos o de visitante el amarillo, púrpura, negro, blanco y verde oscuro en las últimas temporadas. En 1977, los Hibs fueron el primer club en Escocia en incluir publicidad comercial en sus camisetas. Este acuerdo provocó que las empresas de televisión amenazasen con un boicot en los partidos del Hibernian si utilizaron el uniforme patrocinado, por lo que el club optó por utilizar un uniforme alternativo por primera vez.
El Hibernian llevaba camisetas con rayas horizontales verdes y blancas durante la década de 1870, que fue la inspiración del estilo adoptado más tarde por el Celtic. El equipo utilizó camisetas totalmente verdes desde 1879 hasta 1938, cuando se añadieron mangas blancas de las camisas. Esto es similar al estilo del Arsenal, que había añadido mangas blancas a sus camisetas rojas antes en la década de 1930. El color de los pantalones cortos se cambió a un color verde, como en 2004, para celebrar el cuadragésimo aniversario de un partido amistoso en octubre de 1964 ante el Real Madrid. El Hibernian había llevado pantalones cortos verdes en ese partido para evitar equivocaciones con el color blanco del Real Madrid. El equipo usó pantalones cortos verdes en tres temporadas desde la temporada 2004-05. En la temporada 2012-13, los Hibs cambiaron el color principal de las camisetas a un verde más oscuro, en vez de la normal de verde esmeralda. El verde oscuro se había utilizado hasta la década de 1930.

### Escudo
El escudo utilizado para identificar al club se ha cambiado con frecuencia en los últimos años, que reflejó un debate sobre su identidad. Este debate se ha centrado en si su herencia irlandesa debía ser exhibida con orgullo o ignorada por temor a ser acusados de sectarismo. El arpa irlandesa se retiró por primera vez en la década de 1950, luego fue introducida en el escudo del club cuando en el último diseñado del emblema del Hibernian en 2000. El director del Museo del fútbol escocés, Ged O'Brien, dijo en 2001, que el diseño actual muestra que los Hibs "se sienten cómodos con todas sus tradiciones, ya que tiene [en su escudo] a Leith, Edimburgo e Irlanda en el mismo".

## Estadio

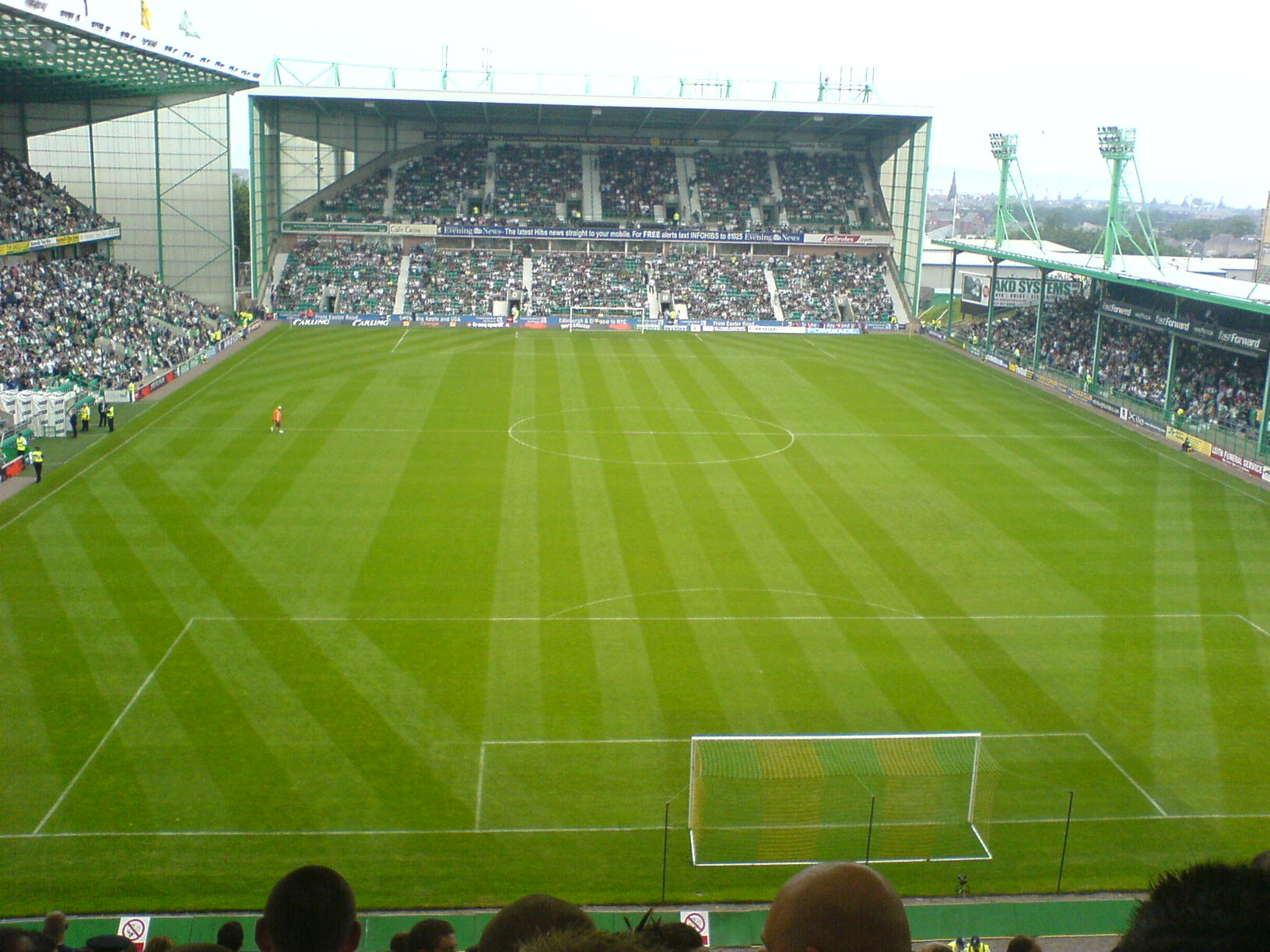
Easter Road antes del inicio de un partido.

El Hibernian jugó en The Meadows durante los dos primeros años de su historia, antes de trasladarse a los terrenos de Newington (Mayfield Park) y Bonnington Road, en Leith, en diferentes períodos entre 1877 y 1879. Después de que el contrato de arrendamiento de Mayfield Park caducase, los Hibs se trasladaron a un terreno conocido como Hibernian Park, en lo que hoy es Bothwell Street, en Leith. El club no garantizó el arrendamiento del terreno y un constructor comenzó a construir casas en el sitio en 1890. Así, los Hibs obtuvieron un contrato de arrendamiento del sitio que ahora ocupa Easter Road en 1892 y disputan sus partidos como local allí desde febrero de 1893.
Antes de que el Informe Taylor exigiese que estadios con su aforo totalmente sentado, Easter Road tenía vastos bancos de gradas en tres lados, lo que significaba que podía albergar multitudes de más de 60 000 espectadores. El récord de asistencia de 65 860, que es también el récord para un partido de fútbol jugado en Edimburgo, se estableció en un derbi de Edimburgo jugado el 2 de enero de 1950. Estas grandes multitudes fueron atraídos por el éxito de The Famous Five.
El terreno de juego se caracterizó por su fuerte pendiente, pero esto fue corregido en 2000. El estadio se encuentra actualmente con asientos instalados en todos los graderíos y tiene una capacidad de 20 421 espectadores. Easter Road es un estadio moderno, con sus cuatro tribunas construidas desde 1995. La remodelación más reciente fue la construcción de una nueva tribuna este en 2010.
La selección de Escocia ha jugado cinco partidos internacionales en la Easter Road, todos ellos desde 1998. El torneo internacional más reciente jugado en el estadio fue un amistoso entre Escocia y Australia en agosto de 2012. También se jugó un partido internacional que no implicaba a Escocia, un amistoso disputado entre Ghana y Corea del Sur antes de la Copa Mundial de la FIFA 2006. Easter Road a veces también se ha utilizado como un lugar neutral para las semifinales de la Copa de la Liga Escocesa.

## Jugadores
Arthur Duncan tiene el récord de más partidos de liga disputados con el Hibernian, con 446. Todos los Famous Five —Gordon Smith, Eddie Turnbull, Lawrie Reilly, Bobby Johnstone y Willie Ormond— anotaron más de 100 goles con el Hibernian.
Los jugadores del Hibernian han sido internacionales con 18 equipos nacionales diferentes, mientras que 59 jugadores nacionales del Hibernian fueron internacionales con Escocia. El Hibernian ocupa el quinto lugar entre todos los clubes en aportar jugadores al equipo nacional escocés tras los equipos de la Old Firm, el Queen's Park y el Heart of Midlothian. James Lundie y James McGhee fueron los primeros jugadores del Hibs que jugaron para Escocia, en un partido del British Home Championship de 1886 contra Gales. Lawrie Reilly tiene el récord de más partidos internacionales de un jugador del Hibs, con 38 apariciones en Escocia entre 1949 y 1957. En 1959, Joe Baker se convirtió en el primer jugador en jugar con Inglaterra sin haber jugado previamente para un club inglés.
Con motivo de 135 aniversario del club, el club creó un Salón de la Fama en 2010. El primer grupo de candidatos, incluyendo trece exjugadores, fueron incluidos en una cena de ese mismo año.

## Entrenadores
El Hibernian no designó oficialmente a un entrenador hasta 1903, ya que no se incorporaron hasta entonces. Desde 1875 hasta 1903, el club estaba en manos de un comité, aunque Dan McMichael, quien también actuó como tesorero, secretario y fisioterapeuta, era el gerente cuando el club ganó la Copa de Escocia en 1902 y el campeonato de liga en 1903.
Willie McCartney se hizo cargo de una parte de la temporada de la liga 1947-48 en la que resultaron campeones, pero se desplomó y murió después de un partido de la Copa de Escocia en enero de 1948. Hugh Shaw heredó ese equipo y llegó a ganar tres campeonatos de liga en la década de 1940 y principios de 1950. Eddie Turnbull, Alex Miller y John Collins todas ganaron una Copa de la Liga escocesa cada uno. Bobby Templeton, Bertie Auld y Alex McLeish todos ganaron campeonatos de la segunda división.

## Palmarés

### Torneos nacionales
- Liga de Escocia (4): 1902-03, 1947-48, 1950-51, 1951-52
- Copa de Escocia (3): 1886-87, 1901-02, 2015-16
- Copa de la Liga de Escocia (3): 1972-73, 1991-92, 2006-07
- Segunda División de Escocia (6): 1893-94, 1894-95, 1932-33, 1980-81, 1998-99, 2016-17
- Copa Drybrough (2): 1972, 1973
- Summer Cup (2): 1941, 1964

## Participación en competiciones europeas
| Temporada | Competición              | Ronda            | Club                     | Cómputo global | Ida     | Vuelta     |
| --------- | ------------------------ | ---------------- | ------------------------ | -------------- | ------- | ---------- |
| 1955/56   | Copa de Europa           | 1/8              | Rot-Weiß Essen           | 5-1            | 4-0 (F) | 1-1 (C)    |
| 1955/56   | Copa de Europa           | 1/4              | Djurgårdens IF           | 4-1            | 3-1 (F) | 1-0 (C)    |
| 1955/56   | Copa de Europa           | 1/2              | Stade de Reims           | 0-3            | 0-2 (F) | 0-1 (C)    |
| 1960/61   | Copa de Ferias           | 1/8              | Lausanne Sports          | no jugado      |         |            |
| 1960/61   | Copa de Ferias           | 1/4              | FC Barcelona             | 7-6            | 4-4 (F) | 3-2 (C)    |
| 1960/61   | Copa de Ferias           | 1/2              | AS Roma                  | 5-5 BW 0-6 (U) | 2-2 (C) | 3-3 (F)    |
| 1961/62   | Copa de Ferias           | 1R               | CF Os Belenenses         | 6-4            | 3-3 (C) | 3-1 (F)    |
| 1961/62   | Copa de Ferias           | 1/8              | Estrella Roja Belgrado   | 0-5            | 0-4 (F) | 0-1 (C)    |
| 1962/63   | Copa de Ferias           | 1R               | Staevnet XI (Copenhague) | 7-2            | 4-0 (C) | 3-2 (F)    |
| 1962/63   | Copa de Ferias           | 1/8              | Utrecht XI               | 3-1            | 1-0 (F) | 2-1 (C)    |
| 1962/63   | Copa de Ferias           | 1/4              | Valencia CF              | 2-6            | 0-5 (F) | 2-1 (C)    |
| 1965/66   | Copa de Ferias           | 1R               | Valencia CF              | 2-2 BW 0-3 (U) | 2-0 (C) | 0-2 (F)    |
| 1967/68   | Copa de Ferias           | 1R               | FC Porto                 | 4-3            | 3-0 (C) | 1-3 (F)    |
| 1967/68   | Copa de Ferias           | 2R               | SSC Napoli               | 6-4            | 1-4 (F) | 5-0 (C)    |
| 1967/68   | Copa de Ferias           | 1/8              | Leeds United AFC         | 1-2            | 0-1 (F) | 1-1 (C)    |
| 1968/69   | Copa de Ferias           | 1R               | Olimpija Ljubljana       | 5-1            | 3-0 (F) | 2-1 (C)    |
| 1968/69   | Copa de Ferias           | 2R               | 1. FC Lokomotive Leipzig | 4-1            | 3-1 (C) | 1-0 (F)    |
| 1968/69   | Copa de Ferias           | 1/8              | Hamburger SV             | 2-2 u          | 0-1 (F) | 2-1 (C)    |
| 1970/71   | Copa de Ferias           | 1R               | Malmö FF                 | 9-2            | 6-0 (C) | 3-2 (F)    |
| 1970/71   | Copa de Ferias           | 2R               | Vitória SC               | 3-2            | 2-0 (C) | 1-2 (F)    |
| 1970/71   | Copa de Ferias           | 1/8              | Liverpool FC             | 0-3            | 0-1 (C) | 0-2 (F)    |
| 1972/73   | Recopa de Europa         | 1R               | Sporting Lisboa          | 7-3            | 1-2 (F) | 6-1 (C)    |
| 1972/73   | Recopa de Europa         | 1/8              | KS Besa Kavajë           | 8-2            | 7-1 (C) | 1-1 (F)    |
| 1972/73   | Recopa de Europa         | 1/4              | Hajduk Split             | 4-5            | 4-2 (C) | 0-3 (F)    |
| 1973/74   | UEFA Cup                 | 1R               | ÍB Keflavík              | 3-1            | 2-0 (C) | 1-1 (F)    |
| 1973/74   | UEFA Cup                 | 2R               | Leeds United AFC         | 0-0 (4-5 ns)   | 0-0 (F) | 0-0 nv (C) |
| 1974/75   | UEFA Cup                 | 1R               | Rosenborg BK             | 12-3           | 3-2 (F) | 9-1 (C)    |
| 1974/75   | UEFA Cup                 | 2R               | Juventus FC              | 2-8            | 2-4 (C) | 0-4 (F)    |
| 1975/76   | UEFA Cup                 | 1R               | Liverpool FC             | 2-3            | 1-0 (C) | 1-3 (F)    |
| 1976/77   | UEFA Cup                 | 1R               | FC Sochaux               | 1-0            | 1-0 (C) | 0-0 (F)    |
| 1976/77   | UEFA Cup                 | 2R               | Östers IF                | 3-4            | 2-0 (C) | 1-4 (F)    |
| 1978/79   | UEFA Cup                 | 1R               | IFK Norrköping           | 3-2            | 3-2 (C) | 0-0 (F)    |
| 1978/79   | UEFA Cup                 | 2R               | RC Strasbourg            | 1-2            | 0-2 (F) | 1-0 (C)    |
| 1989/90   | UEFA Cup                 | 1R               | Videoton SC              | 4-0            | 1-0 (C) | 3-0 (F)    |
| 1989/90   | UEFA Cup                 | 2R               | RFC Lieja                | 0-1            | 0-0 (C) | 0-1 nv (F) |
| 1992/93   | UEFA Cup                 | 1R               | RSC Anderlecht           | 3-3 u          | 2-2 (C) | 1-1 (F)    |
| 2001/02   | UEFA Cup                 | 1R               | AEK Atenas               | 3-4            | 0-2 (F) | 3-2 nv (C) |
| 2004      | Intertoto Cup            | 2R               | Vėtra Vilnius            | 1-2            | 1-1 (C) | 0-1 (F)    |
| 2005/06   | UEFA Cup                 | 1R               | Dnipro Dnipropetrovsk    | 1-5            | 0-0 (C) | 1-5 (F)    |
| 2006      | Intertoto Cup            | 2R               | Dinaburg FC Dougavpils   | 8-0            | 5-0 (C) | 3-0 (F)    |
| 2006      | Intertoto Cup            | 3R               | Odense BK                | 2-2 u          | 0-1 (F) | 2-1 (C)    |
| 2008      | Intertoto Cup            | 2R               | IF Elfsborg              | 0-4            | 0-2 (C) | 0-2 (F)    |
| 2010/11   | Europa League            | Clasificatoria 3 | NK Maribor               | 2-6            | 0-3 (F) | 2-3 (C)    |
| 2013/14   | Europa League            | Clasificatoria 2 | Malmö FF                 | 0-9            | 0-2 (F) | 0-7 (C)    |
| 2016/17   | Europa League            | Clasificatoria 2 | Brøndby IF               | 1-1 (3-5 ns)   | 0-1 (C) | 1-0 nv (F) |
| 2018/19   | Europa League            | Clasificatoria 1 | NSÍ Runavik              | 12-5           | 6-1 (C) | 6-4 (F)    |
| 2018/19   | Europa League            | Clasificatoria 2 | Asteras Tripolis         | 4-3            | 3-2 (C) | 1-1 (F)    |
| 2018/19   | Europa League            | Clasificatoria 3 | Molde FK                 | 0-3            | 0-0 (C) | 0-3 (F)    |
| 2021/22   | Europa Conference League | Clasificatoria 2 | FC Santa Coloma          | 5-1            | 3-0 (C) | 2-1 (F)    |
| 2021/22   | Europa Conference League | Clasificatoria 3 | NK Rijeka                | 2-5            | 1-1 (C) | 1-4 (F)    |
| 2023/24   | Europa Conference League | Clasificatoria 2 | Inter Club d'Escaldes    | 7-3            | 1-2 (F) | 6-1 (C)    |
| 2023/24   | Europa Conference League | Clasificatoria 3 | FC Luzern                | 5-3            | 3-1 (C) | 2-2 (F)    |
| 2023/24   | Europa Conference League | Play-off         | Aston Villa FC           | 0-8            | 0-5 (C) | 0-3 (F)    |

## Récords

### Asistencia
- Mayor asistencia en un partido: 65,860 vs Hearts, 2 de enero de 1950[73]
- Mayor asistencia de local: 30,700 en la temporada 1951/52[93]
- Mayor asistencia en cualquier partido del Hibernian: 143,570 vs Rangers en el Hampden Park, 27 de marzo de 1948[84]

### Partidos
- Mayor victoria: 22–1 vs Black Watch Highlanders, 3 de septiembre de 1881[84]
- Mayor victoria en competencias: 15–1 vs Peebles Rovers, 11 de febrero de 1961[84]
- Mayor victoria en un partido de liga: 11–1 vs Airdrie, 24 de octubre de 1959 y vs Hamilton, 6 de noviembre de 1965[84]Mackay, 1986, p. 256</ref>
- Peor derrota: 0–10 vs Rangers, 24 de diciembre de 1898[84]

## Rivalidad

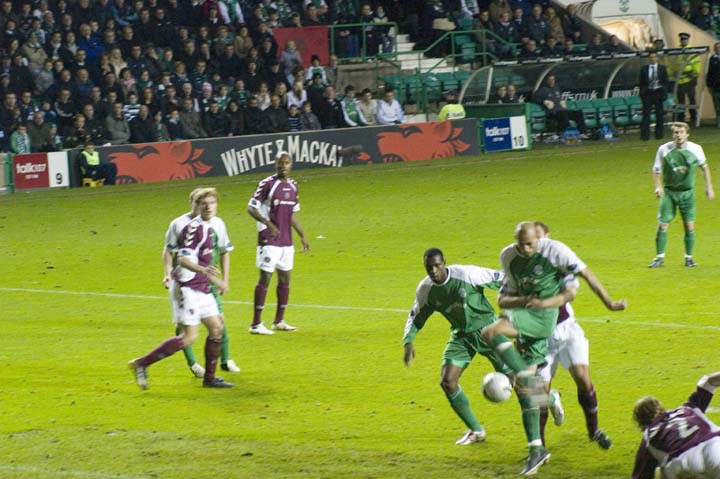
Rob Jones anota un gol para los Hibs ante el Hearts en el 2006.

El tradicional rival del Hibernian es su vecino del Heart of Midlothian, con quien disputa el derbi de Edimburgo, una de las rivalidades más antiguas en el mundo del fútbol. Graham Spiers lo ha descrito como "una de las joyas del fútbol escocés". Los equipos se enfrentaron por primera vez el día de Navidad de 1875, cuando los Hearts vencieron por 1-0 en el primer partido disputado por los Hibs. Los dos clubes se convirtieron en los principales equipos de Edimburgo después de una lucha de cinco partidos de la Copa de Fútbol de Edimburgo de 1878, que finalmente ganaron los Hearts con una victoria por 3-2 después de cuatro empates sucesivos. Los clubes se han enfrentado entre sí en dos finales de la Copa de Escocia, en 1896 y 2012, las cuales fueron ganadas por el Heart of Midlothian. El partido de 1896 también se caracteriza por ser la única final de la Copa de Escocia que se jugó fuera de Glasgow.
Ambos clubes han sido campeones de Escocia en cuatro ocasiones, a pesar de que los Hearts han ganado más competiciones de copa y tienen el mejor récord en los derbis, con 273 victorias en 198 en 615 partidos. Aproximadamente la mitad de todos los derbis se han jugado en competiciones y amistosos locales. Los Hibs registraron la mayor victoria en un derbi en partido oficial cuando ganaron 7-0 en Tynecastle el día de Año Nuevo de 1973.
Si bien se ha observado que hay un trasfondo religioso detrás de la rivalidad, ese aspecto está "silenciado" y es un "pálido reflejo" del sectarismo que existe en Glasgow. Aunque los clubes son rivales ineludibles, la rivalidad es considerada "sana" y ha tenido efectos beneficiosos para los dos clubes y la ciudad de Edimburgo.